# Шамбері
Шамбері́ (фр. Chambéry) — місто та муніципалітет у Франції, у регіоні Овернь-Рона-Альпи, адміністративний центр департаменту Савоя. Населення — 59 856 осіб (01.01.2021).
Муніципалітет розташований на відстані близько 460 км на південний схід від Парижа, 90 км на схід від Ліона.

## Історія
Історія Шамбері тісно пов’язана з Савойським домом. Місто було столицею Савойського герцогства з 1295 по 1563 рік. У цей час Савоя охоплювала регіон, який простягався від Бург-ан-Бресса на заході, через Альпи до Турина, на північ до Женеви, і на південь до Ніцци. Щоб захистити Савою від провокацій з боку Франції, герцог Еммануїл Філіберт переніс свою столицю до Туріна в 1563 році, і, отже, Шамбері втратив столичний статус.
У 1792 році Франція анексувала регіони, які раніше становили Савойське герцогство на захід від Альп. Однак після поразки Наполеона, в 1815 році ці території разом із Шамбері були повернуті правителям Савойського дому. Потреба у відродженні міст була задоволена створенням Академічного товариства Савої в 1820 році, яке було присвячене матеріальному та етичному прогресу, яке зараз розташоване в квартирі герцогського замку.
Остаточно землі колишнього Савойського герцогства разом із Шамбері були передані Савойським домом Франції у 1860 році, в обмін на французьку допомогу у війні з Австрією  за об'єднання Італії під владою савойських королів.
До 2015 року муніципалітет перебував у складі регіону Рона-Альпи. Від 1 січня 2016 року належить до нового об'єднаного регіону Овернь-Рона-Альпи.

## Демографія
Динаміка населення (Ehess і INSEE ):
Розподіл населення за віком та статтю (2006):
| Стать | Всього | До 15 років | 15-24 | 25-44 | 45-64 | 65-85 | Понад 85 |
| --- | ------ | ----------- | ----- | ----- | ----- | ----- | -------- |
| Чоловіки | 27 213 | 5191        | 4693  | 7722  | 5940  | 3287  | 380      |
| Жінки | 30 273 | 4710        | 4792  | 7694  | 6868  | 5158  | 1051     |
| \| Статево-вікова піраміда \| Статево-вікова піраміда \| Статево-вікова піраміда \| \| ----------------------- \| ----------------------- \| ----------------------- \| \| Чоловіки \| Вік \| Жінки \| \| 380 \| 85 + \| 1051 \| \| 554 \| 80-84 \| 1284 \| \| 899 \| 75-79 \| 1407 \| \| 908 \| 70-74 \| 1285 \| \| 926 \| 65-69 \| 1182 \| \| 1062 \| 60-64 \| 1369 \| \| 1637 \| 55-59 \| 1689 \| \| 1553 \| 50-54 \| 1963 \| \| 1688 \| 45-49 \| 1847 \| \| 1680 \| 40-44 \| 1874 \| \| 1920 \| 35-39 \| 1861 \| \| 2084 \| 30-34 \| 1896 \| \| 2038 \| 25-29 \| 2063 \| \| 2591 \| 20-24 \| 2691 \| \| 2102 \| 15-20 \| 2101 \| \| 1601 \| 10-14 \| 1477 \| \| 1830 \| 5-9 \| 1463 \| \| 1760 \| 0-4 \| 1770 \| |        |             |       |       |       |       |          |
| Статево-вікова піраміда |        |             |       |       |       |       |          |
| Чоловіки | Вік    | Жінки       |       |       |       |       |          |
| 380 | 85 +   | 1051        |       |       |       |       |          |
| 554 | 80-84  | 1284        |       |       |       |       |          |
| 899 | 75-79  | 1407        |       |       |       |       |          |
| 908 | 70-74  | 1285        |       |       |       |       |          |
| 926 | 65-69  | 1182        |       |       |       |       |          |
| 1062 | 60-64  | 1369        |       |       |       |       |          |
| 1637 | 55-59  | 1689        |       |       |       |       |          |
| 1553 | 50-54  | 1963        |       |       |       |       |          |
| 1688 | 45-49  | 1847        |       |       |       |       |          |
| 1680 | 40-44  | 1874        |       |       |       |       |          |
| 1920 | 35-39  | 1861        |       |       |       |       |          |
| 2084 | 30-34  | 1896        |       |       |       |       |          |
| 2038 | 25-29  | 2063        |       |       |       |       |          |
| 2591 | 20-24  | 2691        |       |       |       |       |          |
| 2102 | 15-20  | 2101        |       |       |       |       |          |
| 1601 | 10-14  | 1477        |       |       |       |       |          |
| 1830 | 5-9    | 1463        |       |       |       |       |          |
| 1760 | 0-4    | 1770        |       |       |       |       |          |

## Економіка
2010 року серед 37 414 осіб працездатного віку (15—64 років) 26 208 були активними, 11 206 — неактивними (показник активності 70,0%, у 1999 році було 64,5%). З 26 208 активних мешканців працювали 22 684 особи (11 570 чоловіків та 11 114 жінок), безробітними було 3524 (1803 чоловіки та 1721 жінка). Серед 11 206 неактивних 5354 особи були учнями чи студентами, 2490 — пенсіонерами, 3362 були неактивними з інших причин.

У 2010 році в муніципалітеті числилось 25208 оподаткованих домогосподарств, у яких проживали 54725,0 особи, медіана доходів виносила 17 891 євро на одного особоспоживача

## Персоналії
- Даніель Тоскан дю Плантьє (1941—2003) — французький кінопродюсер, прокатник, актор, критик.
- Готьє Капюсон (1981) — французький віолончеліст.